# Antonio Roldán Monés
Antonio Roldán Monés, né le 14 mai 1983, est un homme politique espagnol membre de Ciudadanos.
Il est élu député de la circonscription de Barcelone lors des élections générales de décembre 2015.

## Biographie

### Vie privée
Il est marié et parle castillan, catalan, français et anglais.

### Profession
Antonio Roldán Monés est titulaire d'une licence en sciences économiques par l'Université autonome de Barcelone, d'un master en relations internationales et d'un master en politique économique obtenu aux États-Unis. Il est assesseur économique du secrétaire général de la délégation socialiste espagnole au Parlement européen. Depuis 2019, il est directeur du centre d'économie politique (EsadeEcPol) d'Esade à Madrid.

### Activités politiques
Le 20 décembre 2015, il est élu député pour Barcelone au Congrès des députés et réélu en 2016.